# Лусиани, Франко
Франко Лусиани (исп. Franco Luciani; род. 27 ноября 1981, Росарио, Санта-Фе) — аргентинский музыкант, композитор, мастер игры на губной гармонике.

## Биография
Получил образование по классу симфонической перкуссии и ударных инструментов в городской музыкальной Школе, в национальном университете Росарио и в провинциальной музыкальной школе, расположенных в Росарио, его родном городе.
Однако, для профессиональной карьеры выбрал в качестве инструмента губную гармонику, в частности, хроматическую. Его музыкальный стиль сочетает аргентинскую фольклорную музыку с танго. Также глубоко занимался джазом и классической музыкой. 
В 2002 принял участие в подготовительном туре Фестивале Национального Фольклора в Коскине и получил премию Открытие Коскина, а также первую премию в категории Сольный Инструмент. Также получил другие премии, такие как Премия Кларин Эспектакулос в 2005, премию от ЮНЕСКО Тримарг в 2007, премию Атауальпа в 2008, премию Кларин Эспектакулос в 2009 в категории «Figura del Folclore» (совместно с Мерседес Сосой и Тересой Пароди), премию «Посвящение» на золотом выпуске Фестиваля в Коскине в 2010 и премию Атауальпа лучшему инструментальному солисту в 2010 и 2011.
Осуществил множество гастролей по Америке, Европе и Азии, деля сцену с такими звездами как Мерседес Соса, Фито Паес, Виктор Эредия, Хуан Карлос Бальетто, Хаиро, Готан Проджект, Рауль Карнота, Педро Аснар, Хайме Торрес, Дивидидос, Гийермо Фернандес, Леон Хьеко, Луис Салинас, Сандра Луна, Тереса Пароди, Федерико Пеккья, Мария Волонте, Орасьо Молина, Дуо Копланаку, Эва Аййон, Лила Доунс, среди прочих.
Как в альбомах, так и в своих выступлениях был частью различных музыкальных образований, таких как дуэт (с пианистом Даниэлем Годфридом), трио (Проект Санлука, совместно с Раулем Карнотой и Родольфо Санчесом), танго-трио (с Даниэлем Годфридом и Ариэлем Арганьярасом), группа (совместно с Факундо Перальтой, Мартином Гонсалесом и Орасьо Каколирисом), квартет (с музыкальной группой джазового пианиста Федерико Лехнера).
В 2015 получил премию Konex — диплом за заслуги как один из пяти лучших инструменталистов последнего десятилетия в Аргентине.

## Дискография
- Armusa (Franco Luciani Grupo, Tango y Folklore instrumental, 2002, reedición Acqua Records 2010)
- Armónica y Tango (Franco Luciani Dúo, Tango instrumental — Acqua Records, 2006)
- Acuarelas de Bolsillo (Franco Luciani Grupo, Tango y Folklore instrumental — Acqua Records, 2007)
- Proyecto Sanluca (Proyecto Sanluca, Folklore y Tango — Acqua Records, 2009)
- Falsos Límites (Franco Luciani y Federico Lechner, Acqua Records, 2010)
- Franco Luciani Tango (Franco Luciani Tango Trío, Acqua Records, 2012)
- Franco Luciani Folklore (Franco Luciani Grupo, Acqua Records, 2012)
- Anda en el Aire (Franco Luciani Trío, Acqua Records 2018)